# Gekko guishanicus
Tắc kè Quy Sơn (danh pháp khoa học: Gekko guishanicus) là một loài tắc kè được phát hiện tại đảo Quy Sơn (龜山), trấn Đầu Thành, huyện Nghi Lan, đông bắc Đài Loan, được công bố trên 國立臺灣博物館學刊 (Quốc lập Đài Loan bác vật quán học san) tháng 6 năm 2016. Loài này rất giống với Gekko hokouensis. Tên gọi của nó trong tiếng Trung là 龜山壁虎 (Quy Sơn bích hổ) nghĩa là tắc kè Quy Sơn.

## Phân bố
Đặc hữu Đài Loan.